# Fister Ferenc
Fister Ferenc (Székesfehérvár, 1940. február 23. –) válogatott labdarúgó, csatár.

## Pályafutása

### A válogatottban
1965-ben 1 alkalommal szerepelt a válogatottban.

## Sikerei, díjai
- Magyar bajnokság
  - bajnok: 1965, 1966
- Közép-európai kupa (KK)
  - győztes: 1965

## Statisztika

### Mérkőzése a válogatottban
| Magyarország | Magyarország        | Magyarország         | Magyarország | Magyarország | Magyarország | Magyarország | Magyarország | Magyarország |
| #            | Dátum               | Helyszín             | Hazai        | Eredmény     | Vendég       | Kiírás       | Gólok        | Esemény      |
| ------------ | ------------------- | -------------------- | ------------ | ------------ | ------------ | ------------ | ------------ | ------------ |
| 1.           | 1965. szeptember 5. | Budapest, Népstadion | Magyarország | 3 – 0        | Ausztria     | vb-selejtező | -            |              |
|              | Összesen            |                      |              | 1            | mérkőzés     |              | 0            | gól          |